# Тип 85 (пулемёт)
Тип 85 — китайский крупнокалиберный пулемёт. Дальнейшее развитие Тип 77. В настоящее время состоит на вооружении в качестве зенитного пулемёта и оружия поддержки пехоты. Конструктивно повторяет предшественника. Отличия заключаются в дульным тормозе, уменьшенном весе, горизонтальных ручках (в Тип 77 — вертикальные), ударно-спусковом механизме и механизме взведения оружия. Экспортный вариант под патрон .50 BMG — W95.

## Описание
Он использует ту же систему с безпоршневой газоотводной автоматикой. Система подачи ленты также идентична Тип 77, а также механизм смены ствола.
Основное отличие между Тип 85 и предшественником заключается в расположении спускового крючка и взвода системы по образцу чехословацкого ZB-53. Модуль пуска представляет собой отдельный блок, который располагается снизу ствольной коробки. Чтобы взвести затвор, нужно снять блокировку спускового механизма, затем нажать спуск, используя горизонтальные ручки, которые крепятся к устройству. После того, как спусковой механизм приведён в переднее расположение, его шептало зацепляет затвор.
Масса тела пулемёта составляет 24 кг. Станок весит 17,5 кг. Общая длина 2150 мм, длина ствола 1000 мм.
Тип 85 оснащён открытым прицелом и имеет крепление для оптических, тепловизионных, ночных, и пр. прицелов. Используется на станке или турелях. Снабжается трубчатыми плечевыми упорами.